# Варлих, Гуго Иванович
Гуго Иванович Ва́рлих (при рождении Иоганн-Xристиан-Андрей-Гуго Варлих, нем. Hugo Johann Christian Andreas Wahrlich; 1856, Кассель — 23 января 1922, Петроград) — российский и советский дирижёр чешского происхождения.

## Биография
Родился в чешской семье. Проявив, с детства, музыкальные способности, стал учиться игре на рояле и скрипке.
В 1874 году Гуго Варлих был принят первой скрипкой в оркестр Мангеймской оперы. Через несколько лет, во время гастролей попал в Россию, и остался в ней. Жил в Петербурге. В качестве альтиста, играл в струнных квартетах. Талантливый музыкант, бравшийся за исполнение весьма сложных и новаторских произведений, быстро выдвинулся среди столичных дирижёров. С 1881 года он стал руководить оркестром в петербургской «Аркадии», затем перешёл в Малый театр, а в 1888 году возглавил Придворный оркестр. С этим оркестром, в январе 1909, впервые в России, Варлих исполнил «Поэму экстаза» А. Н. Скрябина. Помимо руководства симфоническим оркестром, Варлих также дирижировал духовыми оркестрами, в том числе, в 1894—1895, был дирижёром духового оркестра А. Д. Шереметева.
Варлих охотно обрабатывал для духового и симфонического оркестров популярную академическую музыку (в том числе, номера из балетов «Лебединое озеро» и «Спящая красавица»), и русские народные песни, включая те и другие в свои концертные программы. В интервью корреспонденту газеты «Речь», он говорил: «Я навсегда полюбил русскую музыку и считаю, что лучше всего она должна звучать именно в России». С 1902 года, стал регулярно проводить циклы симфонических концертов: «Музыкальные новости», впервые исполнив многие произведения Скрябина, Рахманинова и других русских композиторов.
В первые годы Советской власти, некоторое время продолжал дирижировать Государственным симфоническим (бывшим Придворным) оркестром (главным дирижёром стал С. А. Кусевицкий). С 1919 года руководил любительскими красноармейскими оркестрами.